# التهام الذات
يشير التهام الذات إلى ممارسة عض الجسم أو أكله. وهو فئة فرعية من سلوكيات إيذاء النفس. يتجلى في البشر على شكل قضم الأظافر ونتف الشعر. في ظروف أكثر ندرة، يتجلى بهيئة سلوك تشويه خطير للذات مثل قضم الأصابع. يظهر التهام الذات عند البشر وغير البشر. يحدث التهام الذات لدى البشر في أجزاء الجسم الحساسة للألم، مثل الأصابع. ولا يكون الدافع وراء التهام الذات عند البشر ذا طبيعة انتحارية، ولكنه قد يرتبط بالرغبة في البحث عن الألم.
درست الأبحاث الطبية انتشار التهام الذات بوصفه عرضًا من أعراض الاضطرابات النفسية كاضطراب الوسواس القهري واضطراب الشخصية الحدية والقلق ومتلازمة ليش نيهان.
أظهرت الأبحاث الطبية وجود سلوك التهام الذات عند الفئران. في دراسة أجراها غوبال، ظهرت سلوكيات التهام الذات عند إناث الفئران التي تعرضت لإصابات في الحبل الشوكي، فكانت هذا الفئران تمضغ ذيولها. وفي دراسة أجراها فروست، أظهر المرضى الذين تعرضوا لإصابات في الحبل الشوكي سلوكيات التهام الذات الشديدة (مثل عض الأصابع والأطراف).
الأبحاث العلمية التي تناولت التهام الذات محدود لأن أهم الأعراض وهو قضم الأظافر شائع كثيرًا في المجتمع. لذا فإن البحث في التهام الذات يشكل جزءًا من أسئلة كبيرة تتناول سلوكيات إيذاء النفس.
الأشخاص الذين يعانون من سماع الأوامر الإهلاسية (والتي ترتبط بالفصام والاضطراب ثنائي القطب) هم الأكثر عرضة لتشويه الذات، بما في ذلك عض الجسم أو أكله. من الأمثلة على الأشخاص المعرضين بشدة أيضًا لتشويه الذات الشديد هم أولئك الذين لديهم اهتمامات دينية، وتاريخ من تعاطي المخدرات، وعزلة اجتماعية شديدة.

## الأعراض
تشمل الأعراض الشائعة لدى البشر:
- قضم الأظافر[6]
- نتف الشعر
- مضغ الأصابع (ويؤدي ذلك إلى البتر في الحالات الشديدة)

## الأسباب المحتملة
سيركز هذا القسم على أسباب التهام الذات لدى البشر. لا يوجد سبب رئيسي واحد لسلوكيات التهام الذات. ونظرًا إلى محدودية الأبحاث الطبية التي تفرّق التهام الذات عن ممارسات قضم الأظافر النموذجية، تظل أسباب التهام الذات واسعة. الأبحاث الطبية التي تحاول الوصول إلى التفسيرات النهائية لالتهام الذات محدودة، ومع ذلك، فإن ربط هذا السلوك بوجود ميل إلى إيذاء النفس بسبب الأمراض النفسية هو تفسير محتمل جدًا. في دراسة أجراها نوك وآخرون على مجموعة من الأفراد الذين انخرطوا في سلوك تشويه الذات، أفاد 52% أنهم كانوا يحاولون إيقاف الأفكار السيئة وقال 34% إنهم فعلوا ذلك لمنع فعل شيء لا يريدون فعله. ومع أن مثل هذه الدوافع موجودة بين عموم الناس، فإن أولئك الذين يعانون من اضطرابات نفسية هم الأكثر عرضة للخطر.
يرتبط التهام الذات بالقدرة على التحكم في الانفعالات. تتضمن اضطرابات التحكم في الانفعالات الفشل في مقاومة الدافع، أو الدافع والإغراء لأداء فعل ضار بالنفس أو بالآخرين. غالبًا ما يشعر الأفراد المتأثرين بهذا الاضطراب بالتوتر أو الإثارة قبل ارتكاب الفعل، ثم يشعرون بالمتعة أو الإشباع أو الراحة في وقت ارتكابه. بمجرد الانتهاء من الفعل، قد يشعر الفرد بالندم أو الذنب أو لوم الذات أو لا يشعر بأي من ذلك.

### النموذج النفسي
يشير النموذج النفسي إلى أن التهام الذات محاولة لتقليل التوتر، فهو يوفر منفذًا يسمح بتحقيق التنظيم العاطفي.
1. مشاعر العزلة الذاتية
2. الاضطرابات النفسية: الفصام، الوسواس القهري. يمكن أن يحدث التهام الذات بوصفه عرضًا بالتزامن مع أحد هذه الأمراض/الاضطرابات النفسية.

## التشخيص
لا يصنف التهام الذات على أنه اضطراب نفسي أو أحد أعراض الاضطرابات النفسية في الدليل التشخيصي والإحصائي للاضطرابات النفسية، وهو دليل التشخيص المستخدم في الولايات المتحدة. نظرًا إلى أن التهام الذات لا يمثل اضطرابًا نفسيًا، فلا توجد طريقة لتشخيصه معترف بها عالميًا.
يوضع التشخيص من خلال الحكم السريري للطبيب عبر تقييم:
1. حدوث السلوك: يمكن تحليل شدة السلوك من خلال مقدار الضرر الجسدي الذي يلحق بالجسم.
2. تواتر السلوك
3. مستوى التحكم الذي يستطيع المريض ممارسته لضبط هذه السلوكيات: يمكن استخدام مقياس ييل براون للوسواس القهري لقياس ذلك كميًا.